# زمانی اینجا جنگل بود
زمانی اینجا جنگل بود یا روزی روزگاری جنگلی بود (به انگلیسی: Once Upon a Forest) فیلمی پویانمایی ماجراجویی محصول سال ۱۹۹۳ است که توسط هانا باربرا پروداکشنز تولید و توسط فاکس قرن بیستم توزیع شده است. شخصیت‌های این فیلم توسط رائه لمبرت خلق شده و چارلز گروسونور کارگردان فیلم و دیوید کرشنر تهیه‌کننده آن بوده است. مایکل کرافورد، الن بلین، بنجی گرگوری (در نقش آخر فیلمش)، پیج گوسنی، ویل استس، جانت والدو، الیزابت ماس و بن ورین صداپیشگان فیلم هستند.